# Collina del Cremlino

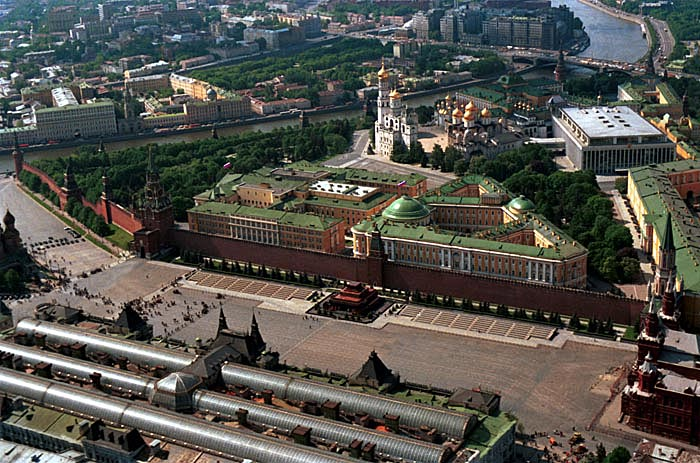
Una parte della collina

La Collina del Cremlino (in russo Кремлёвский холм?, Kremlëvskij cholm), già Collina Borovickij (in russo Боровицкий холм?, Borovitskij cholm), è una delle sette colline di Mosca.
Situata nel centro della città (alla confluenza della Moscova e della Neglinnaja) ad un'altitudine di 145 m s.l.m., su di essa si trovano la Piazza Rossa e una parte di Kitaj-gorod.

## Storia
Il nome "Borovickij" deriva dalla parola russa "бор" (bor), che significa "pineta"; questo perché un tempo la sponda di sinistra della Moscova era coperta da una foresta di pini. Gli archeologi fanno risalire i primi insediamenti umani sulla collina alla fine del II millennio a.C.. Un insediamento stabilitosi in quel punto nell'XI secolo divenne poi il nucleo di Mosca. Nel 1156 il primo Cremlino venne costruito sulla collina, che divenne nota anche come "Collina del Cremlino".